# Lamini
Lamini — це триба підродини Camelinae. Вона містить один сучасний рід із чотирма видами, всі виключно з Південної Америки: лама, альпака, вікунья, гуанако. Жоден з них не має статевого диморфізму. Чотири види можуть схрещуватися та давати плідне потомство. Крім того, є кілька вимерлих родів.
Травна система Lamini дозволяє їм перетравлювати певні токсини. Представникам Lamini також бракує жовчного міхура.

## Еволюційна історія
Lamini виникли в Північній Америці під час міоцену та мігрували до Південної Америки під час пліоцену та плейстоцену в рамках Великого американського обміну. Більшість видів Lamini, включаючи роди Hemiauchenia та Palaeolama, а також усі північноамериканські види, вимерли наприкінці плейстоцену близько 12 000 років тому в рамках четвертинного вимирання разом з більшістю інших великих ссавців в Америці.

## Характеристики
Лама (Lama glama) є найбільшою з сучасних Lamini і важить 130–150 кілограмів, а зріст у холці — 109–119 см. Вікунья (Lama vicugna) — найменша з Lamini, її висота в плечах сягає 75–100 см, а вага — 40–60 кг.